# Amadeo Avogadro
Lorenzo Romano Amedeo Carlo Avogadro di Quaregna e Cerreto, eller bara Amedeo Avogadro (italienska: [ameˈdɛːo avoˈɡaːdro]), född 9 augusti 1776 i Turin, Piemonte, död 9 juli 1856 i Turin, var en italiensk greve, fysiker och kemist. I dag är han främst bekant för Avogadros tal, som anger antalet atomer eller molekyler i ämnesmängden en mol. 
Avogadro blev 1796 juris doktor i Turin och fick senare några lägre juridiska ämbeten, men ägnade sig som självlärd alltmer åt fysiken och övergav slutligen juridiken. Efter att ha innehaft några lägre lärarbefattningar i Turin och Vercelli utnämndes han 1820 till innehavare av en för honom upprättad professur i högre fysik vid Turins universitet, som han behöll till 1850.
Han offentliggjorde en del avhandlingar av fysiskt och kemiskt innehåll, bland annat 1811 en där han framställer satsen, att alla gaser vid lika tryck och temperatur innehåller ett lika stort antal molekyler per volymenhet. Denna utgör den så kallade Avogadros lag. Den fulla innebörden av denna sats, som utgör en betydelsefull grundval för den vetenskapliga kemin och för viktiga delar av fysiken, uppfattades inte av Avogadro, med följden att hans arbete inte fick någon större uppmärksamhet i hans samtid. Först senare under 1800-talet kom forskare att uppmärksamma hans insatser. Även om Avogadro formulerade Avogadros lag, uppskattade han själv inte hur stort Avogadros tal var, utan det gjordes först efter hans död.

## Eftermäle
Nedslagskratern Avogadro på månen och asteroiden 12294 Avogadro är uppkallade efter honom.